# Музелес
Музелес — вино, производимое в Синьцзяне, Китай. Обычно оно производится для местного потребления, но теперь также производится на коммерческой основе для экспорта за пределы региона.

## История
Синьцзянский автономный район Китая имеет древнюю историю виноградарства, восходящую примерно к IV веку до нашей эры, когда греческие поселенцы принесли виноградную лозу и более совершенные методы орошения. Территория вокруг Турфана была и остаётся особенно известной своим производством винограда, и производство виноградных вин также упоминается в исторических записях. Его вино было известно во времена династии Тан. Марко Поло также упомянул, что Карачоко (название, которое он использовал для Турфана) производило прекрасные виноградные вина. Современная винодельческая промышленность в значительной степени основана на французских методах с концентрацией на таких сортах, как Каберне. Однако традиционная уйгурская техника сохранилась, особенно в уездах, окружающих Кашгар.

## Производство

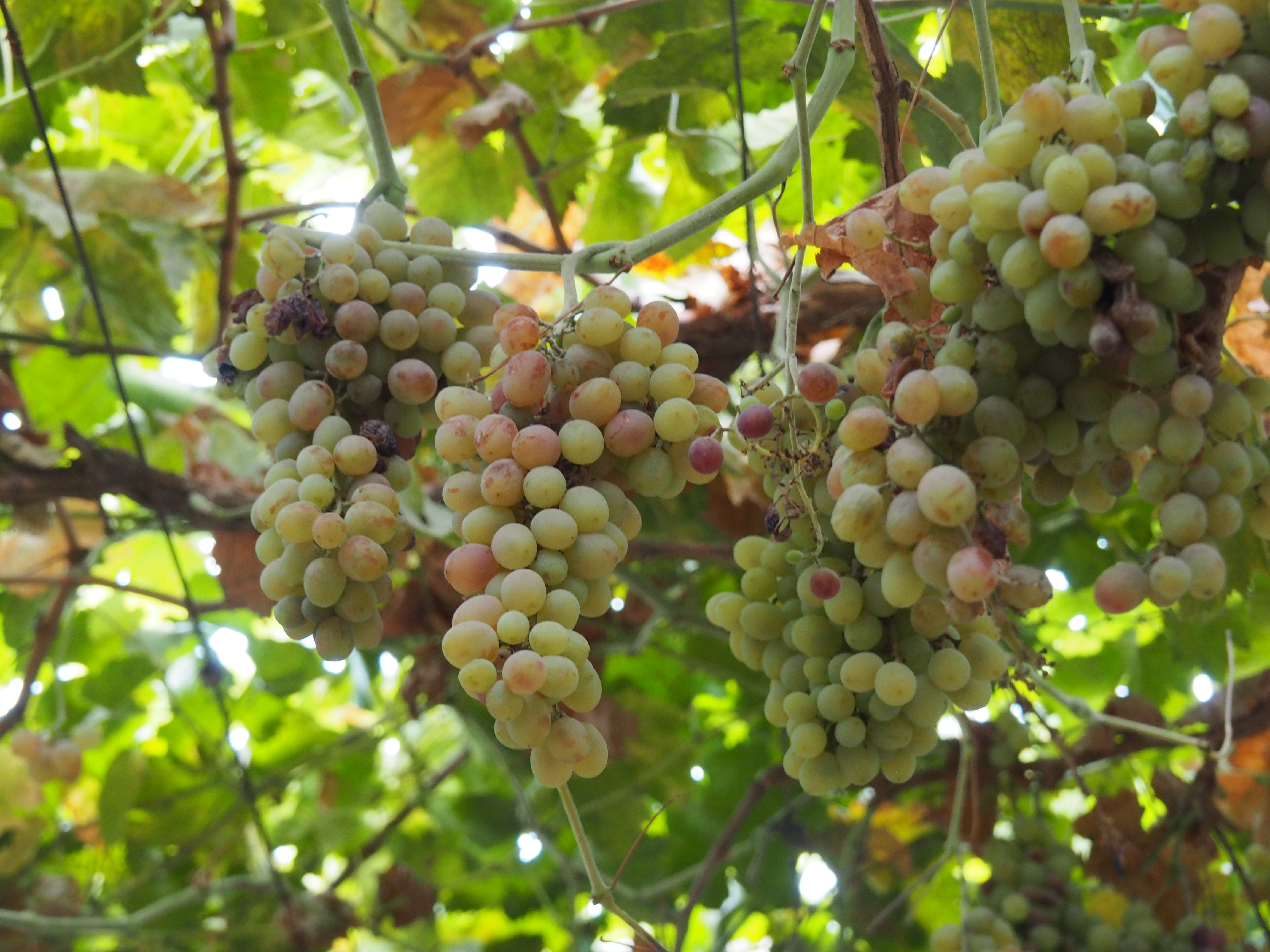
Виноград в Турфане

Уйгурское домашнее вино, обычно называемое «музелес» (от араб. المثلث‎, что означает «треугольник»), до сих пор варят в домашних хозяйствах во многих деревнях. В отличие от вин к западу от Синьцзяна, для приготовления музелеса необходимо измельчить местные сорта винограда вручную, затем процедить с помощью уйгурского атласного шёлка, потом кипятить с количеством воды, равным количеству сока, и желаемой долей сахара, до тех пор, пока смесь доведут до первоначального объёма сока, затем хранят в глиняных урнах вместе с народными рецептами, различающимися в зависимости от местности — в одних уездах традиционные уйгурские лечебные травы, в других — годжи, шелковица, облепиха, гвоздика и т. д., в других — даже сырые и неоперённые фазаны или пуссены. На приготовление напитка обычно уходит больше месяца. Затем его вынимают из урны, фильтруют и разливают по бутылкам для длительного хранения. В некоторых деревнях ритуал совместного сбора смеси народного музелеса в большой деревенской урне знаменует собой событие, следующее за сбором и обработкой винограда.
Музелес в настоящее время стандартизируется винодельческой промышленностью Китая и продаётся под торговой маркой Merceles.